# خرگوشک ترس ماریاس
خرگوشک ترس ماریاس (نام علمی: Sylvilagus graysoni) نام یک گونه از سرده خرگوشک دم‌پنبه‌ای است.